# Sea Devils
I Sea Devils sono un gruppo di personaggi nei fumetti pubblicati dalla DC Comics. Sono una squadra di avventurieri convenzionali (senza poteri), nelle avventure marine. Furono creati dallo scrittore Robert Kanigher e dall'artista Russ Heath (fino al n. 10 della serie).

## Biografia della squadra
La squadra venne presentata per la prima volta in Showcase n. 27 (luglio-agosto 1960) - n. 29 (novembre-dicembre 1960). Quindi ebbero una propria serie che durò 35 numeri (1961-1967).
La squadra consistette del leader Dane Dorrance, Biff Bailey, Judy Walton (fidanzata di Dane) e Nicky Walton (fratello minore di June). Durante una storia crossover con i Challengers of the Unknown in Challengers of the Unknown n. 51, combatterono un criminale di nome Scorpio. Il gruppo aveva anche degli alleati nel gruppo chiamato International Sea Devils: Molo dall'Africa, Sikki dall'India e Miguel dal Sud America. Si allearono spesso anche con un anfibio verde con addosso una maledizione magica che loro chiamarono Man-Fish (Juan Vallambrosa) ed un gruppo di studenti tuffatori chiamati "Tadpoles".
Più di dieci anni dopo la cancellazione della loro serie, il gruppo ebbe una piccola parte nella sconfitta di un'invasione aliena in Showcase n. 100 (maggio 1978). Poi, Dane e Judy (ora sposati) aiutarono Christopher Chance, il Bersaglio Umano, in Detective Comics n. 846 (ottobre-novembre 1979).
I Sea Devils (tante volte solamente Dane) comparvero successivamente come parte della squadra dei Forgotten Heroes.
Aiutarono poi a respingere un'altra invasione aliena, questa volta si trattava di Apellaxiani. Aiutarono ad intrappolare un gruppo di alieni di Mercurio, assistiti da Aquaman e Cave Carson. Tutto ciò, però, fu ambientato cronologicamente prima delle loro avventure.

### Status corrente
I Sea Devils ricomparvero in Aquaman: Sword of Atlantis n. 42 come custodi paramilitari di fatto di Windward Home. Jim Lockhart, Red Torpedo, ed Elsa Magnusson, vedova di Mark Merlin erano gli amministratori di Windward. Comparvero poi nel finale di Justice League: Cry For Justice, dove furono mostrati mentre assistevano Wally West e Barry Allen nella diffusione di un massiccio dispositivo esplosivo sottomarino piantato da Prometheus.

## Altre versioni
Il nono titolo di Tangent Comics pubblicato dalla DC Comics del 1997 incluse un fumetto sui Sea Devils scritto da Kurt Busiek. In questo universo, i Sea Devils sono pesci mutati in umanoidi senzienti dalle radiazioni di un cambio atomico tra gli Stati Uniti e Cuba, che distrusse la maggior parte della Florida e della Georgia. La città di Shaligo dei Sea Devils fu costruita sui resti di Macon in Georgia, ed era governata da un carismatico membro dei Devils noto come Ocean Master.